# Piotr Uszok
Piotr Czesław Uszok (ur. 9 października 1955 w Mikołowie) – polski samorządowiec, w latach 1998–2014 prezydent Katowic.

## Życiorys
W 1980 ukończył studia na Wydziale Elektrotechniki, Automatyki i Elektroniki Akademii Górniczo-Hutniczej w Krakowie. Po studiach podjął pracę w Kopalni Węgla Kamiennego Murcki. Był kolejno sztygarem zmianowym, kierownikiem oddziału i nadsztygarem. W 1990 po raz pierwszy uzyskał mandat radnego Katowic. Ponownie zasiadł w Radzie Miasta po wyborach w 1994 i 1998. Od 1994 był wiceprezydentem miasta, odpowiedzialnym m.in. za infrastrukturę.
3 listopada 1998 został wybrany przez radnych (z rekomendacji Akcji Wyborczej Solidarność) na urząd prezydenta Katowic. W latach 1998–2002 był prezesem zarządu Związku Miast Polskich. Następnie przez jedną kadencję pełnił tożsamą funkcję w Unii Metropolii Polskich.
W bezpośrednich wyborach w 2002 skutecznie ubiegał się o reelekcję, uzyskując w nich 54% głosów. Kierowane przez niego lokalne ugrupowanie „Forum Samorządowe i Piotr Uszok” uzyskało 16 z 31 mandatów w radzie miasta. W 2006 po raz trzeci został prezydentem Katowic, wygrywając wybory już w pierwszej turze (uzyskał 73,01% głosów).
W wyborach samorządowych 2010 ponownie wygrał w I turze. W latach 2003–2011 był współprzewodniczącym Komisji Wspólnej Rządu i Samorządu Terytorialnego. W 2014 nie ubiegał się o prezydencką reelekcję, został natomiast wybrany na radnego miejskiego w Katowicach. Zrezygnował jednak z mandatu z uwagi objęcie stanowiska doradcy prezydenta Marcina Krupy ds. inwestycji. W 2015 był jednym z założycieli komitetu wyborczego Bronisława Komorowskiego w wyborach prezydenckich.

## Odznaczenia i wyróżnienia
- Krzyż Komandorski Orderu Odrodzenia Polski (2015)[9][10],
- Krzyż Oficerski Orderu Odrodzenia Polski (2009)[11]
- Krzyż Kawalerski Orderu Odrodzenia Polski (2005)[12]
- Złoty Krzyż Zasługi (2000)[13]
- Róża Franciszki Cegielskiej za zasługi dla rozwoju samorządności w Polsce (2010)[14]
- Nagroda im. Wojciecha Korfantego (2018)[15]